# 東根川
東根川（ひがしねがわ）は、福島県伊達市から伊達郡国見町にかけて流れる河川であり、一級水系阿武隈川水系の一次支流である。

## 地理
伊達市保原町東部、福島市大波地区との境をなす富沢地区の山中を水源とし、保原町中心部東側を北上した後、一部伊達市梁川町と伊達郡桑折町の境界を流れ、阿武隈川と並走したのちに国見町徳江字稗割の徳江大橋直下にて阿武隈川に合流する。2019年10月12日から13日にかけて当地を襲った令和元年東日本台風により支流の古川と合わせ氾濫が発生し、保原地区の住宅街が浸水する被害が発生した。

## 流域の自治体
福島県
- 伊達市
- 伊達郡桑折町（左岸をわずかにかすめる）
- 伊達郡国見町

## 支流
- 古川

## 主な橋梁
下流より
東根川
- 徳江大橋（伊達広域農道）
- （福島県道31号浪江国見線）
- （国道349号）
- 界橋（福島県道150号伊達霊山線）
- （阿武隈急行線）
- （国道349号）
- 烏内橋（伊達広域農道）
- （福島県道317号山口保原線）
- （福島県道387号飯坂保原線）
- （福島県道317号山口保原線）

古川
- （福島県道123号保原伊達崎桑折線）
- （国道399号）
- （福島県道4号福島保原線）
- （福島県道387号飯坂保原線）

## 周辺
- 伊達地方衛生処理組合衛生センター
- ほばらクリニック
- 伊達市役所・伊達合同庁舎
- 伊達市中央給食センター
- 富士通アイソテック福島工場